# Neil Tennant (philosophe)
Pour les articles homonymes, voir Neil Tennant et Tennant.
Neil Tennant, né le 1er mars 1950 en Afrique du Sud, est professeur de philosophie à l'université d'État de l'Ohio. Avec Michael Dummett, Crispin Wright et quelques autres, Tennant est une des personnalités les plus importantes dans le débat contemporain réalisme/antiréalisme,. Il a aussi beaucoup écrit sur la logique intuitionniste et autres logiques non classiques.
Tennant a été rédacteur en chef de l'American Philosophical Quarterly (en).

## Formation
- Advanced Diploma in German, Goethe Institut, Grafing, 1979
- Ph.D. (Cantab), Wolfson College, Cambridge, 1975
- B.A. Honours (Cantab), 1971 (Mathematics Tripos Parts 1A and 1B and Philosophy Tripos Part II)

## Publications (sélection)
- New Foundations for a Relational Theory of Theory-Revision, Journal of Philosophical Logic.
- On the Degeneracy of the Full AGM-Theory of Theory-Revision, in Journal of Symbolic Logic, vol. 71, no 2, pp. 661–676.
- The Taming of the True, Oxford University Press, 1997, xvii+465 pp. Paperback edition 2002.
- Autologic, Edinburgh University Press, 1992, xiii+239 pp.
- Anti-Realism and Logic: Truth as Eternal, Clarendon Library of Logic and Philosophy, Oxford University Press, 1987, xii+325 pp.
- Philosophy, Evolution and Human Nature (with F. von Schilcher), Routledge and Kegan Paul, 1984, viii+283 pp.
- Natural Logic, Edinburgh University Press, 1978, ix+196pp.; Japanese translation by T. Fujimura for Orion Press, 1981; seconde édition révisée, 1990.

## Source de la traduction
- (en) Cet article est partiellement ou en totalité issu de l’article de Wikipédia en anglais intitulé « Neil Tennant (philosopher) » (voir la liste des auteurs).